# ナアレフ

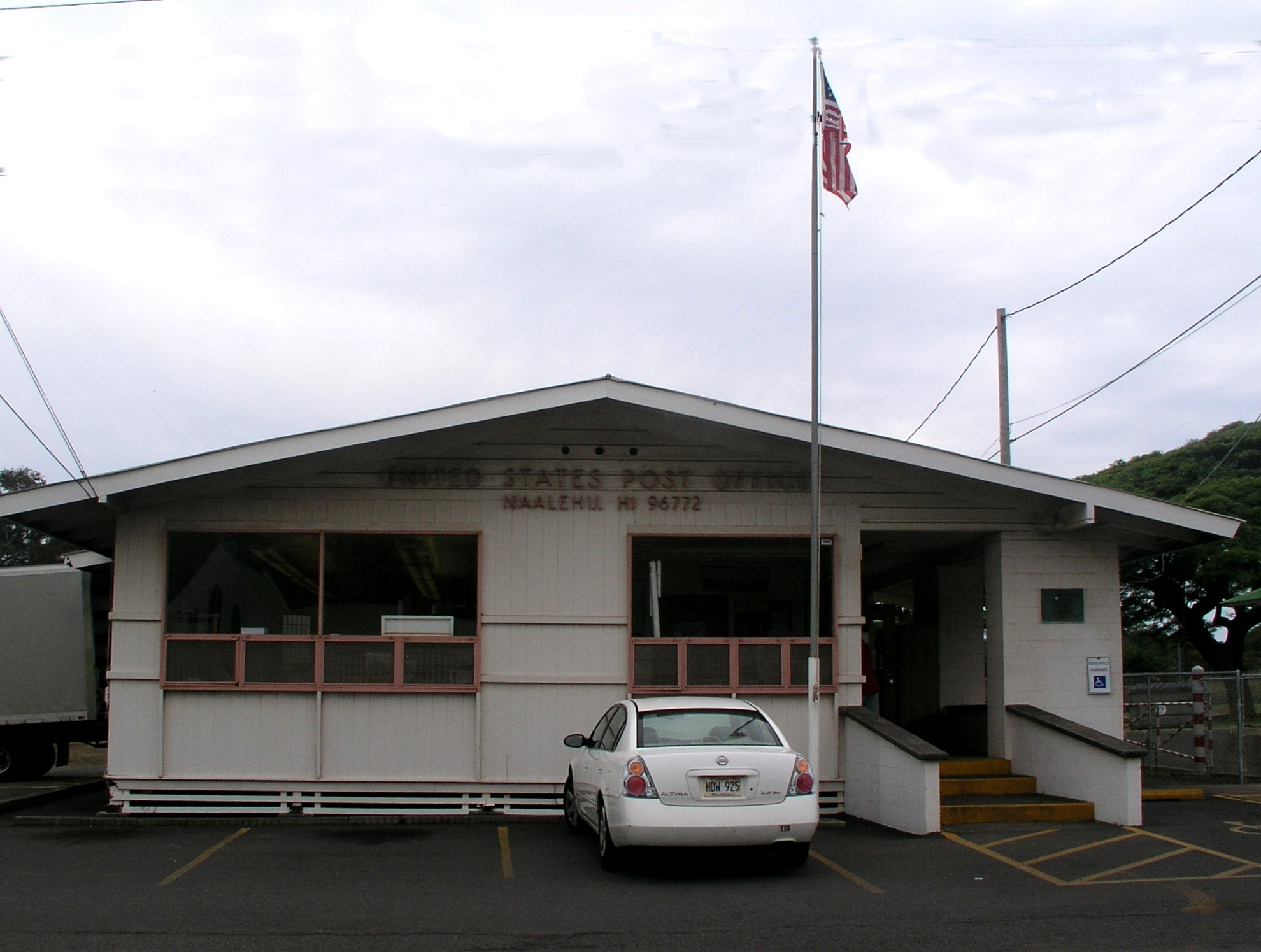
ナアレフ郵便局

ナアレフ（英語: Naalehu）はアメリカ合衆国ハワイ州ハワイ島カウ地区にある町。ハワイ島の最南端に存在する。ナアレフ（Naʻālehu）はハワイ語で「火山灰」を意味する。 ナアレフは国勢調査指定地域（CPD）の名称でもあり、現地の住民たちが捉えるナアレフとは若干異なる。

## 地勢
ハワイ島最南端の町であると同時に、アメリカ合衆国の全50州中、郵便局がある場所で最南端に当たる。

## 人口構成
ナアレフ国勢調査指定地域の2000年調査では、人口は919人、290所帯、209家族であった。人種構成は、白人8.38%、アフリカ系アメリカ人0.33%、アメリカ原住民0.11%、アジア人45.59%、太平洋諸島からの移民系13.82%、その他の人種0.33%、複数の人種混血31.45%であった。ヒスパニック系は全体の5.44%であった。
2010年調査では866人となっている。

## その他
ビゲロー・エアロスペース社の通信施設がある。アメリカ最南端のレストラン「ハナ・ホウ・レストラン」、アメリカ最南端のカフェ「カ・ラエ・コーヒー」、「米国50州最南端のベーカリー」を自称するプナルウ・ベイク・ショップ（Punaluu Bake Shop & Visitor Center）などがある。プルナウ・ベイク・ショップで作られたパンはヒロやカイルア・コナのスーパーでも広く販売されている。

## 交通
ハワイ州道11号線上にあり、西にワイオヒヌ（Waiohinu）、東にプナルウとパハラがある。

## 画像

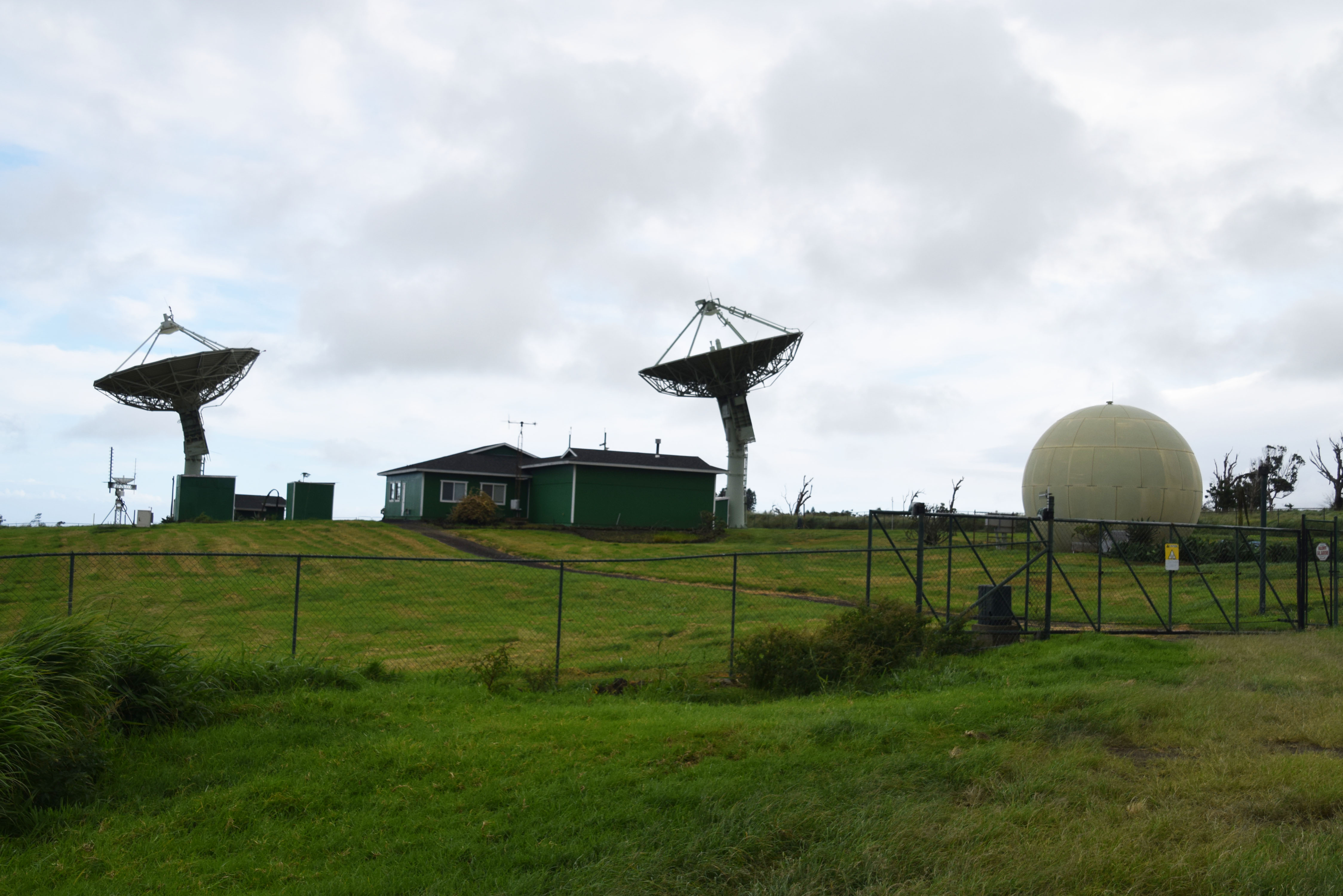
ビゲロー・エアロスペース社の通信施設
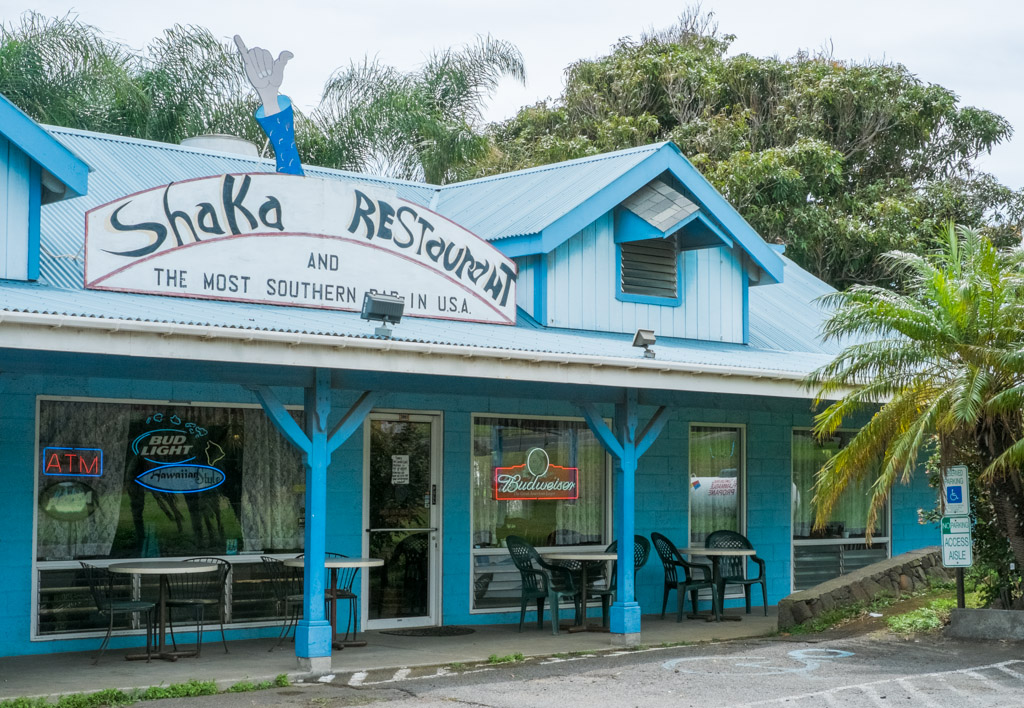
米国50州で最南にあるバーと自称する「シャカ・レストラン」
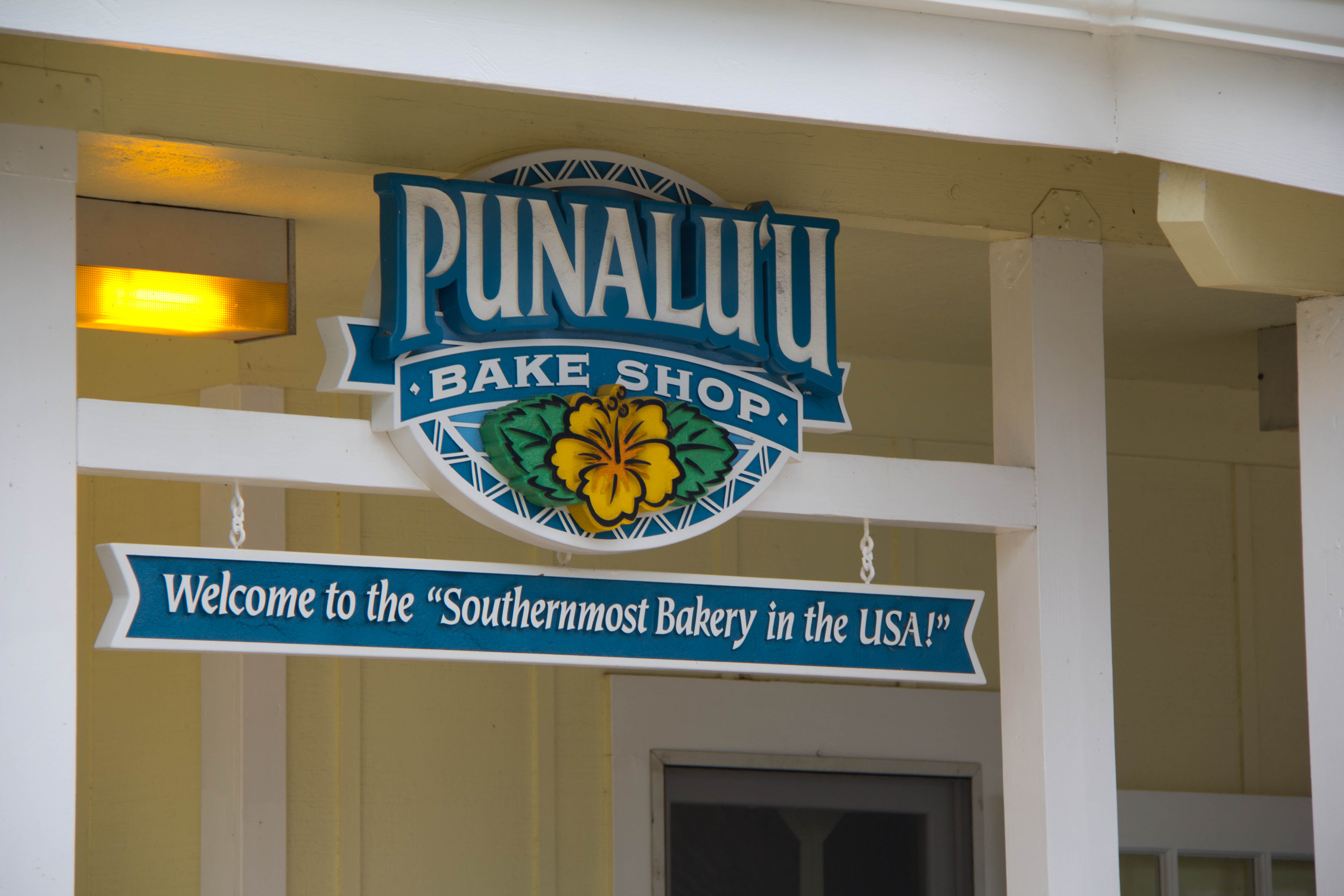
「プナルウ・ベイク・ショップ」はプナルウではなく、ナアレフにある